# Braulio Manuel Fernández Aguirre
Braulio Manuel Fernández Aguirre (Torreón, Coahuila, 17 de junio de 1941-Torreón, Coahuila, 12 de febrero de 2016) fue un agricultor y político mexicano. Hijo de Braulio Fernández Aguirre, gobernador del estado de Coahuila. Fue diputado local del Congreso del Estado de Coahuila, presidente municipal de Torreón, senador y dos veces diputado federal del Congreso de la Unión.

## Vida personal
Nació en Torreón, Coahuila; hijo de Braulio Fernández Aguirre, gobernador de Coahuila, y Lucía Aguirre Elguezabal, cuyo matrimonio dio a luz a otros dos hijos: Héctor y María Lucía.
Estudió la carrera de Licenciado en Administración de Empresas en la Universidad Autónoma de Coahuila. Se casó con Cristina Murra con quien procreó dos hijas: Cristina y Liliana. Fue Presidente de la Cruz Roja en su ciudad natal; recibió la presea Paul Harris del Club Rotario Internacional y la medalla al mérito ganadero de la Unión Ganadera Regional de la Laguna y de la Confederación Regional Ganadera.
Falleció la madrugada del 12 de febrero de 2016 en el Sanatorio Español de la ciudad de Torreón luego de recibir tratamiento contra el cáncer que padecía.

## Trayectoria política
Fue miembro activo del Partido Revolucionario Institucional desde 1960, en donde se desempeñó como Presidente del Comité Directivo Municipal en Torreón, Presidente del Comité Directivo Estatal en Coahuila y Delegado del Comité Ejecutivo Nacional en Yucatán.
Se desempeñó como diputado local en la XLVIII Legislatura del Congreso de Coahuila. En las elecciones estatales de 1981 fue elegido presidente municipal de Torreón, Coahuila para el periodo de 1982 a 1984.
Dos veces diputado federal en el Congreso de la Unión. La primera ocasión en la LIII Legislatura. La segunda en la LVII Legislatura, donde se desempeñó como integrante de las comisiones de Asuntos Hidráulicos; de Radio, Televisión y Cinematografía; de Ganadería; y Especial de Seguridad Pública.
En 1999 fue precandidato del Partido Revolucionario Institucional a Gobernador de Coahuila.
En las elecciones federales de 2012 fue elegido como senador de primera minoría por el estado de Coahuila. Fungió como senador durante las legislaturas LXII y LXIII siendo Presidente de la Comisión Bicamaral del Sistema de Bibliotecas del Congreso de la Unión, Secretario de la Comisión de Reforma Agraria e integrante de las comisiones de Salud, de Comercio y Fomento Industrial, y de Agricultura y Ganadería.

## Trayectoria empresarial
Fue productor agropecuario desde 1964 y como empresario fue socio fundador de Fomento Económico Laguna de Coahuila, socio de Grupo Lala, socio del Grupo Radio Estéreo Mayran, y socio fundador y director de Productora Agropecuaria Las Noas.